# BayArena
El BayArena és un estadi de futbol de la ciutat de Leverkusen, a l'estat federat de Rin del Nord-Westfàlia, a l'oest d'Alemanya. És la seu habitual del Bayer Leverkusen.
L'estadi va ser anomenat originalment Ulrich-Haberland-Stadion, en honor d'un antic directiu de Bayer, empresa fundadora del club. En un començament l'estadi tenia capacitat per a 20.000 espectadors, però el 1986 un projecte de reconstrucció i modernització de l'estadi, completat el 1997, va augmentar la capacitat a 22.500 espectadors. L'estadi va ser rebatejat amb el nom de BayArena el 1998.
El 1999 va ser completada la construcció d'un hotel adjacent a l'estadi, amb diverses habitacions amb vista a l'estadi. El complex construït en els terrenys propers a l'estadi inclouen un restaurant amb vista a l'estadi i sales de conferència.
La ciutat de Leverkusen originalment havia de ser una de les seus de la Copa del Món de Futbol de 2006, en realitzar una ampliació de l'estadi, encara que finalment la idea va ser impracticable, pel fet que el mandat de la FIFA diu que la capacitat mínima és de 40.000 espectadors. Després la ciutat va ser proposada com a lloc de concentració de la selecció alemanya durant la  Copa del Món, però el llavors tècnic de l'equip alemany, Jürgen Klinsmann es va decidir per Berlín en lloc de Leverkusen com a lloc de concentració. A causa d'això, l'estadi va rebre dos partits de la selecció alemanya com a compensació.
A finals del 2007 l'estadi va iniciar una remodelació per ampliar la seva capacitat fins als 30.000 espectadors. Les obres van finalitzar el 2009 i es va reinaugurar l'estadi amb un partit amistós entre Alemanya i Sud-àfrica.